# Zofijka
Zofijka – rów przepływający przez Włocławek, prawobrzeżny dopływ Wisły o długości 6 km.